# Yalova (prowincja)
Prowincja Yalova (tur. Yalova ili) – jednostka administracyjna w zachodniej Turcji, położona na wschodnim wybrzeżu Morza Marmara.

## Dystrykty

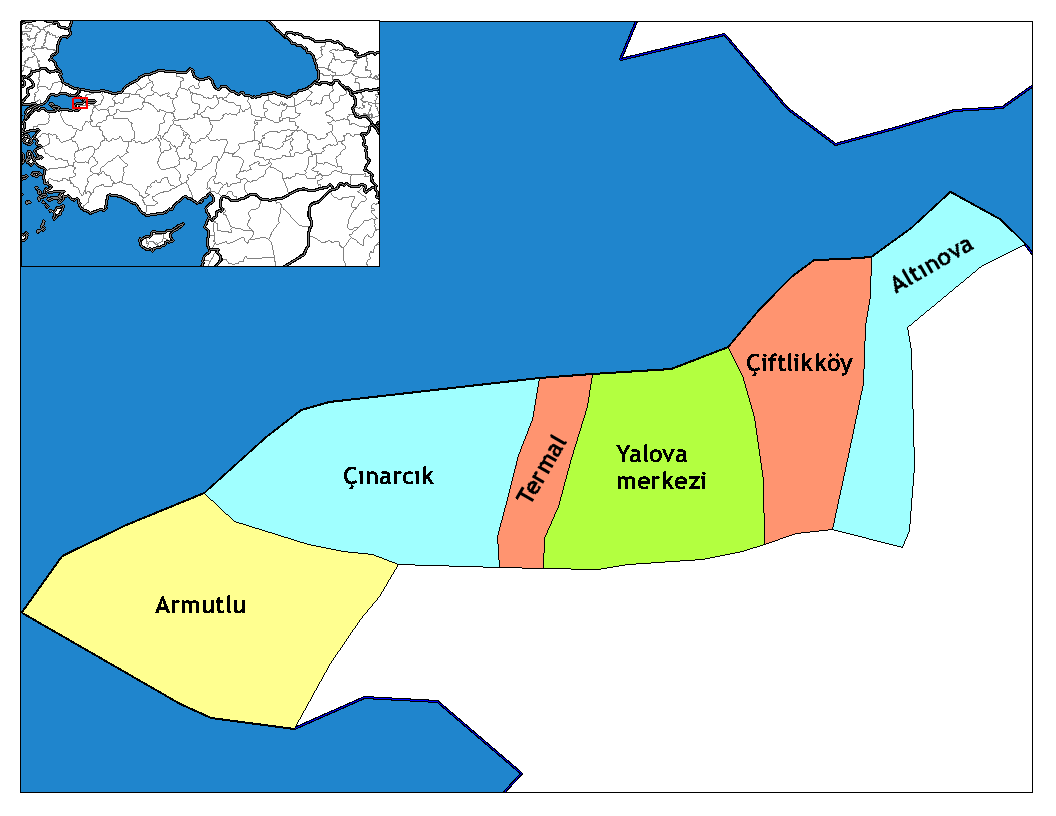
Dystrykty w prowincji Yalova

Prowincja Yalova dzieli się na sześć dystryktów:
- Altınova
- Armutlu
- Çiftlikköy
- Çınarcık
- Termal
- Yalova